# C (маршрут метро, Нью-Йорк)
C Eighth Avenue Local — маршрут Нью-Йоркского метрополитена, проходящий в Манхэттене и Бруклине. Маршрут проходит по линиям Восьмой авеню, Ай-эн-ди, и Фултон-стрит, Ай-эн-ди. На картах, станциях, вагонах и т. д. он обозначается синим цветом, поскольку проходит по линии Восьмой авеню.
Маршрут C работает круглосуточно, кроме ночи, от станции 168th Street в Манхэттене до станции Euclid Avenue в Бруклине, будучи локальным на всём пути следования. Параллельно маршруту проходит маршрут A, который в неночное время работает экспрессом на всём пути следования первого, а в ночное время подменяет его, останавливаясь на всех станциях.
Маршрут C не имеет наземных участков, так же как челнок 42-й улицы и R.

## История маршрута
- Маршруты C и CC, начали свою работу 1 июля 1933, на новой  линии. CC был местным маршрутом и шёл от станции Bedford Park Boulevard до станции Hudson Terminal, когда как C работал экспрессом  от станции 205th Street до станции Bergen Street в Бруклине.
- Начиная с 15 декабря 1940 с открытием IND Sixth Avenue Line, начал работать маршрут D. C стал экспрессом во время час-пика в направлении на Concourse Line. CC начал работать между Hudson Terminal и Bedford Park в часы пик и в субботу. В другое время D ездил со всеми остановками в Бронксе.

| 1967—1979 |

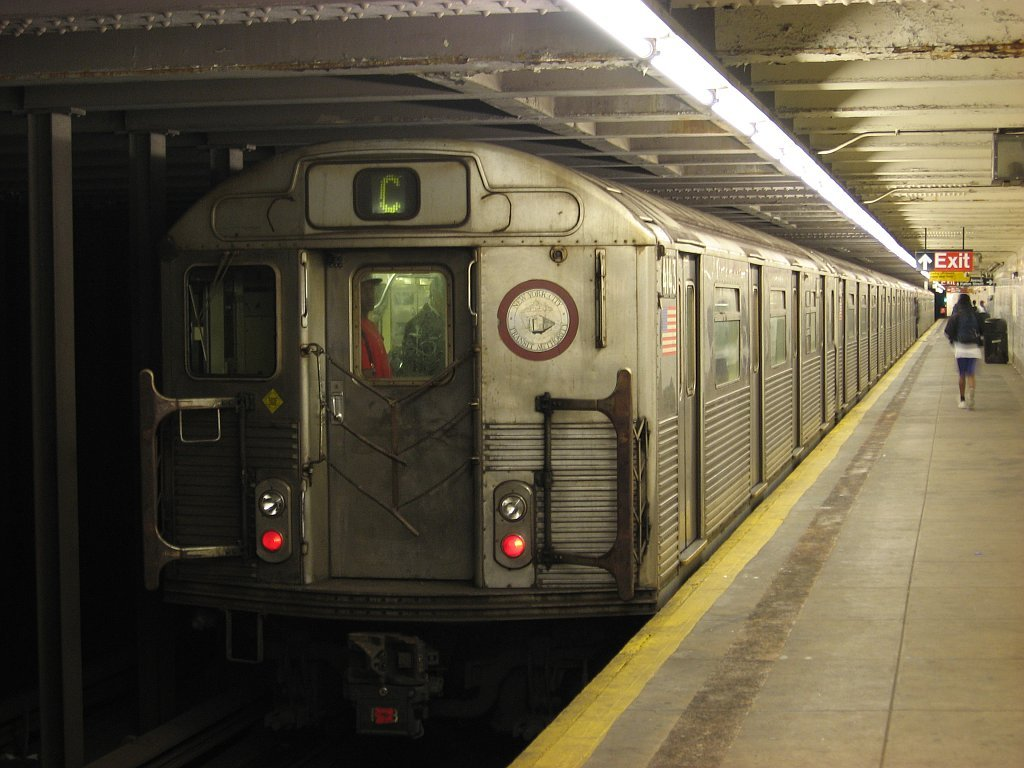
C покидает Kingston—Throop Aves, в сторону Euclid Avenue.

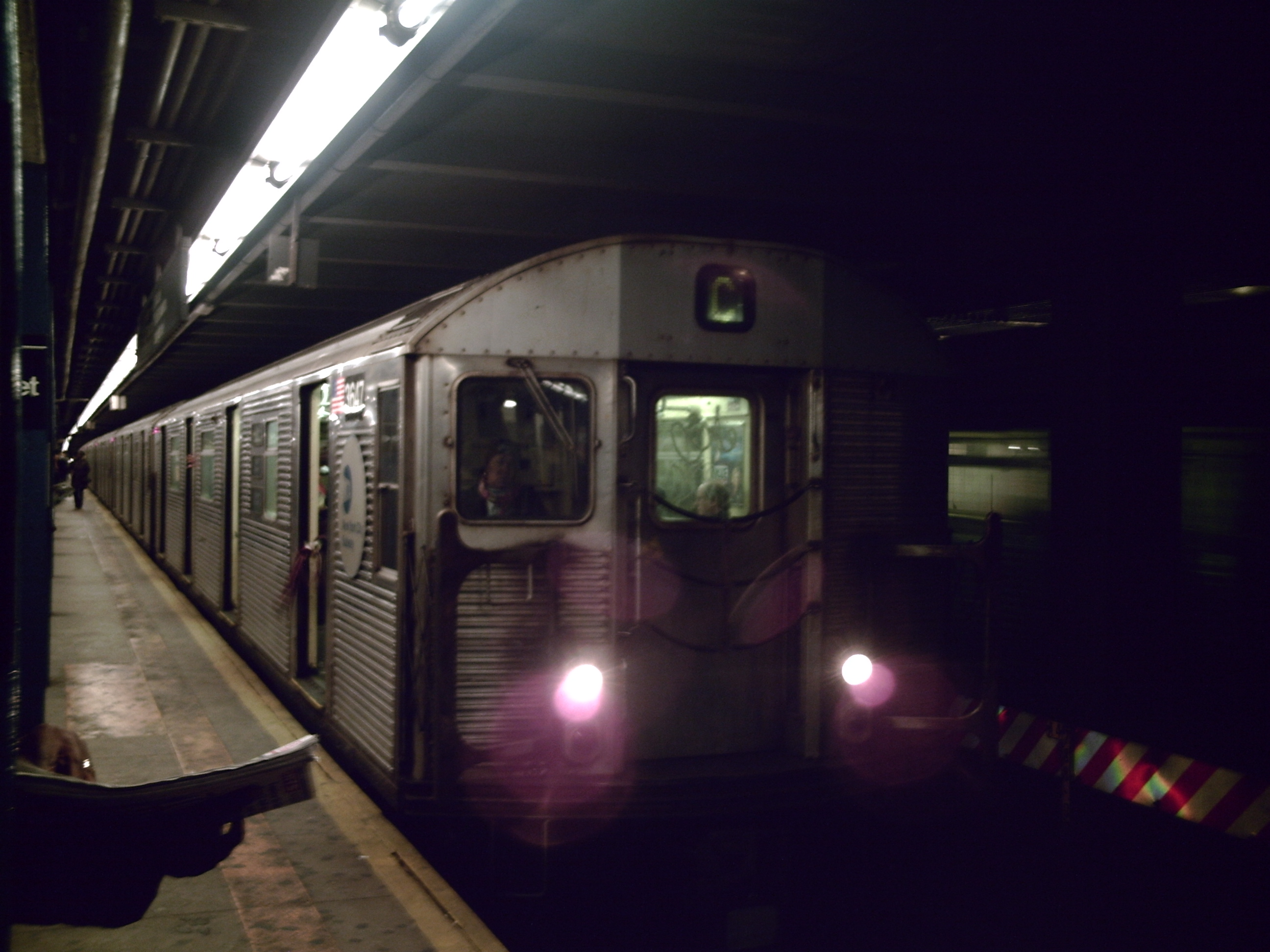
C из вагонов R32 на Jay Street—Borough Hall

- Начиная с 10 октября 1944, C больше не работает по субботам и начал работать, как укороченным маршрут в часы пик, от 205th Street в Бронксе, и до Utica Avenue в Бруклине, двигаясь со всеми остановками на IND Fulton Street Line.
- 24 октября 1949, C перестал работать и в часы пик, CC заканчивал на Broadway—Lafayette Street. Два года спустя, CC перестал работать вообще, а в 1954, он был возвращён до Hudson Terminal.
- В августе 1976, C заменил E, как локальная транспортная система вдоль Фултон-стрит и до Рокавэй-Парк. Он стал единственным маршрутом соединяющим всё четыре района города, в которых было метро. Он работал от Bedford Park Boulevard в Бронксе, через Манхэттен (Central Park West и 8-ю авеню, в Бруклин через Cranberry Street Tunnel, и далее по Fulton Street Line и Jamaica Bay Crossing до Рокавэй-Парк.
- В мае 1985, были отменены обозначении локальных поездов двухбуквенными литерами. CC заменил в C.
- В 1988, K был отменён, и C был переведён на круглосуточную работу, кроме ночи. Начал работать локальной транспортной системой до Euclid Avenue, в полуденное время и в часы пик (A работал экспрессом в Бруклине, и до World Trade Center вечером и в выходные. В часы пик он работал до Bedford Park Boulevard, а остальное время до 145th Street.
- Начиная с апреля 1995 C работал до 168th Street-Washington Heights в полдень и выходные. В ноябре полуденный маршрут был возвращён до 145th Street.
- 1 марта 1998 поезда маршрута C стали ездить только до 168th Street.
- С 1999, C работает локальным до Euclid Avenue на выходные, а A работает экспрессом в Бруклине круглосуточно кроме ночи.
- После 11 сентября 2001, C был временно закрыт до 24 сентября. Локальный маршрут вдоль Central Park West был заменён A и D, а E был продлён от Canal Street до Euclid Avenue.
- 23 января 2005, пожар в диспетчерской на станции Chambers Street, сделал невозможным движение по маршрутам  C и A. По некоторым оценкам, потребовалось бы несколько лет чтобы восстановить нормальное движение поездов по этим маршрутам, но оборудование было заменено на резервное и движение поездов было восстановлено  21 апреля 2005 года.

## Маршрут
Используемые пути в зависимости от дня недели и времени суток
| От станции включительно | До станции включительно | День + вечер + выходные | Ночь |
| ----------------------- | ----------------------- | ----------------------- | ---- |
| 168-я улица             | Юклид-авеню             | локальные пути          | —    |

Схема маршрута
| Условные обозначения |
| для дней и часов работы маршрутов (более точно указано во всплывающих подсказках при этих обозначениях): |
| --- |
| круглосуточно круглосуточно, кроме ночи круглосуточно, кроме будней днём (либо часов пик) в пиковом направлении в будни днём (и, возможно, вечером) в будни круглосуточно в часы пик в будни днём (либо в часы пик) в пиковом направлении в будни днём (либо в часы пик) в направлении, обратном пиковому в выходные ночью ночью и в выходные (и, возможно, вечером) нет движения поездов |

|  |
|  |
|  |

| A — круглосуточно, кроме ночи · A — круглосуточно, кроме ночи | на той же станции |
| 1 — круглосуточно, кроме ночи · 1 — круглосуточно, кроме ночи | 168-я улица       |

|  |

|  |

|  |

| A — круглосуточно, кроме ночи · A — круглосуточно, кроме ночи · B — в будни днём и вечером до 23:00 · B — в будни днём и вечером до 23:00 · D — круглосуточно, кроме ночи · D — круглосуточно, кроме ночи |

|  |

| B — в будни днём и вечером до 23:00 · B — в будни днём и вечером до 23:00 |

|  |

| A — круглосуточно, кроме ночи · A — круглосуточно, кроме ночи · B — в будни днём и вечером до 23:00 · B — в будни днём и вечером до 23:00 · D — круглосуточно, кроме ночи · D — круглосуточно, кроме ночи |

|  |

| B — в будни днём и вечером до 23:00 · B — в будни днём и вечером до 23:00 |

|  |

| B — в будни днём и вечером до 23:00 · B — в будни днём и вечером до 23:00 |

|  |

| B — в будни днём и вечером до 23:00 · B — в будни днём и вечером до 23:00 |

|  |

| B — в будни днём и вечером до 23:00 · B — в будни днём и вечером до 23:00 |

|  |

| B — в будни днём и вечером до 23:00 · B — в будни днём и вечером до 23:00 |

|  |

| B — в будни днём и вечером до 23:00 · B — в будни днём и вечером до 23:00 |

|  |

| B — в будни днём и вечером до 23:00 · B — в будни днём и вечером до 23:00 |

|  |
|  |
|  |

| A — круглосуточно, кроме ночи · A — круглосуточно, кроме ночи · B — в будни днём и вечером до 23:00 · B — в будни днём и вечером до 23:00 · D — круглосуточно, кроме ночи · D — круглосуточно, кроме ночи | на той же станции           |
| 1 — круглосуточно, кроме ночи · 1 — круглосуточно, кроме ночи | 59-я улица — Колумбус-Серкл |

|  |

| E — круглосуточно, кроме ночи · E — круглосуточно, кроме ночи |

|  |
|  |
|  |
|  |
|  |
|  |
|  |
|  |
|  |

| A — круглосуточно, кроме ночи · A — круглосуточно, кроме ночи · E — круглосуточно, кроме ночи · E — круглосуточно, кроме ночи | на той же станции         |
| 1 — круглосуточно, кроме ночи · 1 — круглосуточно, кроме ночи · 2 — круглосуточно, кроме ночи · 2 — круглосуточно, кроме ночи · 3 — круглосуточно, кроме ночи · 3 — круглосуточно, кроме ночи | Таймс-сквер — 42-я улица  |
| 7 — круглосуточно, кроме ночи · 7 — круглосуточно, кроме ночи · <7> — в часы пик в пиковом направлении · <7> — в часы пик в пиковом направлении | Таймс-сквер               |
| N — круглосуточно, кроме ночи · N — круглосуточно, кроме ночи · Q — круглосуточно, кроме ночи · Q — круглосуточно, кроме ночи · R — круглосуточно, кроме ночи · R — круглосуточно, кроме ночи · W — в будни днём и вечером до 23:00 · W — в будни днём и вечером до 23:00                                                                             | Таймс-сквер — 42-я улица  |
| S (челнок 42-й улицы) — круглосуточно, кроме ночи · S (челнок 42-й улицы) — круглосуточно, кроме ночи | Таймс-сквер               |
| 7 — круглосуточно, кроме ночи · 7 — круглосуточно, кроме ночи · <7> — в часы пик в пиковом направлении · <7> — в часы пик в пиковом направлении | Пятая авеню               |
| B — в будни днём и вечером до 23:00 · B — в будни днём и вечером до 23:00 · D — круглосуточно, кроме ночи · D — круглосуточно, кроме ночи · F — круглосуточно, кроме ночи · F — круглосуточно, кроме ночи · <F> — в часы пик в пиковом направлении · <F> — в часы пик в пиковом направлении · M — в будни днём и вечером · M — в будни днём и вечером | 42-я улица — Брайант-парк |
| автовокзал Портового управления[англ.] |                           |

|  |
|  |
|  |

| A — круглосуточно, кроме ночи · A — круглосуточно, кроме ночи · E — круглосуточно, кроме ночи · E — круглосуточно, кроме ночи |
| Пенсильванский вокзал |

|  |

| E — круглосуточно, кроме ночи · E — круглосуточно, кроме ночи |

|  |
|  |
|  |

| A — круглосуточно, кроме ночи · A — круглосуточно, кроме ночи · E — круглосуточно, кроме ночи · E — круглосуточно, кроме ночи | на той же станции |
| L — круглосуточно, кроме ночи · L — круглосуточно, кроме ночи                                                                 | Восьмая авеню     |

|  |
|  |
|  |

| A — круглосуточно, кроме ночи · A — круглосуточно, кроме ночи · B — в будни днём и вечером до 23:00 · B — в будни днём и вечером до 23:00 · D — круглосуточно, кроме ночи · D — круглосуточно, кроме ночи · E — круглосуточно, кроме ночи · E — круглосуточно, кроме ночи · F — круглосуточно, кроме ночи · F — круглосуточно, кроме ночи · <F> — в часы пик в пиковом направлении · <F> — в часы пик в пиковом направлении · M — в будни днём и вечером · M — в будни днём и вечером |
| Девятая улица (PATH)[англ.] |

|  |

| E — круглосуточно, кроме ночи · E — круглосуточно, кроме ночи |

|  |

| A — круглосуточно, кроме ночи · A — круглосуточно, кроме ночи · E — круглосуточно, кроме ночи · E — круглосуточно, кроме ночи |

|  |
|  |
|  |
|  |
|  |

| A — круглосуточно, кроме ночи · A — круглосуточно, кроме ночи                                                                             | на той же станции        |
| 2 — круглосуточно, кроме ночи · 2 — круглосуточно, кроме ночи · 3 — круглосуточно, кроме ночи · 3 — круглосуточно, кроме ночи             | Парк-Плейс               |
| E — круглосуточно, кроме ночи · E — круглосуточно, кроме ночи                                                                             | Всемирный торговый центр |
| R — круглосуточно, кроме ночи · R — круглосуточно, кроме ночи · W — в будни днём и вечером до 23:00 · W — в будни днём и вечером до 23:00 | Кортландт-стрит          |
| Всемирный торговый центр (PATH)[англ.] |                          |

|  |
|  |
|  |
|  |
|  |

| A — круглосуточно, кроме ночи · A — круглосуточно, кроме ночи                                                                               | на той же станции |
| 2 — круглосуточно, кроме ночи · 2 — круглосуточно, кроме ночи · 3 — круглосуточно, кроме ночи · 3 — круглосуточно, кроме ночи               | Фултон-стрит      |
| 4 — круглосуточно, кроме ночи · 4 — круглосуточно, кроме ночи · 5 — круглосуточно, кроме ночи · 5 — круглосуточно, кроме ночи               | Фултон-стрит      |
| J — круглосуточно, кроме ночи · J — круглосуточно, кроме ночи · Z — в часы пик в пиковом направлении · Z — в часы пик в пиковом направлении | Фултон-стрит      |
| Всемирный торговый центр (PATH)[англ.] |                   |

|  |

| A — круглосуточно, кроме ночи · A — круглосуточно, кроме ночи |

|  |
|  |
|  |

| A — круглосуточно, кроме ночи · A — круглосуточно, кроме ночи · F — круглосуточно, кроме ночи · F — круглосуточно, кроме ночи · <F> — в часы пик в пиковом направлении · <F> — в часы пик в пиковом направлении | на той же станции     |
| R — круглосуточно, кроме ночи · R — круглосуточно, кроме ночи · W — часть рейсов в часы пик в пиковом направлении · W — часть рейсов в часы пик в пиковом направлении                                           | Джей-стрит — Метротек |

|  |

| A — круглосуточно, кроме ночи · A — круглосуточно, кроме ночи · G — круглосуточно, кроме ночи · G — круглосуточно, кроме ночи |

|  |

|  |

|  |

| S (челнок Франклин-авеню) — круглосуточно, кроме ночи · S (челнок Франклин-авеню) — круглосуточно, кроме ночи | Франклин-авеню |

|  |

| A — круглосуточно, кроме ночи · A — круглосуточно, кроме ночи |

|  |

|  |

| A — круглосуточно, кроме ночи · A — круглосуточно, кроме ночи |

|  |

|  |

|  |
|  |
|  |

| A — круглосуточно, кроме ночи · A — круглосуточно, кроме ночи                                                                               | на той же станции |
| J — круглосуточно, кроме ночи · J — круглосуточно, кроме ночи · Z — в часы пик в пиковом направлении · Z — в часы пик в пиковом направлении | Бродвей-Джанкшен  |
| L — круглосуточно, кроме ночи · L — круглосуточно, кроме ночи                                                                               | Бродвей-Джанкшен  |

|  |

|  |

|  |

|  |

| A — круглосуточно, кроме ночи · A — круглосуточно, кроме ночи |